# Mega Drive Advanced Gaming
A Mega Drive Advanced Gaming, ahogyan a neve is sugallta, egy Sega Mega Drive játékkonzollal és arra megjelenő játékokkal foglalkozó magazin volt, ami a Mega CD-vel és a 32X-el is foglalkozott. A Maverick Magazines alapította 1992 augusztusában, amikor a Future a MEGA-t.
Hugh Gollner, a Maverick Magazines tulajdonosa engedélyezte az Out-of-Print Archive számára a Mega Drive Advanced Gaming internetre történő archiválását, szkennelését és módosítását.